# فهد بن جليد
فهد بن جليد إعلامي سعودي، يعمل مذيعاً، وكبيراً لمراسلي قناة إم بي سي ، وهو كاتب يومي ساخر بجريدة الجزيرة السعودية عبر عموده اليومي حبر الشاشة، عمل مذيعاً في التلفزيون الرسمي السعودي، وكبير لمراسلي قناة النيل المصرية في الخليج، وقد ساهم في إنشاء وإدارة عدد من القنوات السعودية، له اسهامات عديدة، وهو مستشار لعدد من وسائل الإعلام السعودية المطبوعة والمرئية، له مئات التقارير التلفزيونية على اليوتيوب، والمشاركات التلفزيونية، متزوج ولديه أربعة أطفال،(حمد، هلا، علا، رولا) كتب عنهما كثيراً في عموده اليومي بجريدة الجزيرة، وهو حاصل على شهادة البكالوريوس في الإعلام من (جامعة الملك سعود) بالرياض.